# Saturn Awards
Les Saturn Awards sont des récompenses de cinéma et de télévision américaines décernées par l'Académie des films de science-fiction, fantasy et horreur (Academy of Science Fiction Fantasy and Horror Films) depuis 1973 à des films ou programmes de télévision relevant des genres de la science-fiction, de la fantasy et de l'horreur.

## Historique
Créées par Donald A. Reed, fondateur de la Count Dracula Society, les premières récompenses sont remises par l'acteur William Shatner le 18 mai 1973 sous le nom de Golden Scroll, avant d'être rebaptisées Saturn Award en 1978.
Comme les Oscars, les Saturn Awards d'une année donnée sont remis au début de l'année suivante. Ainsi la 36e cérémonie des Saturn Awards (ou Saturn Awards 2010) a récompensé les films et séries diffusés en 2009.
Exceptionnellement, il n'y a pas eu de cérémonies en 1974 et 1989. Les cérémonies de 1975 et 1991 ont respectivement récompensé les films sortis en 1973-74 et 1989-90, celle de 1990 les films de 1988.
En raison de la pandémie de Covid-19, l'édition de 2020 a été annulée.
Pour célébrer le cinquantenaire des Saturn Awards, la 47e cérémonie, qui a lieu en octobre 2022, est officiellement nommée 50th Anniversary Saturn Awards. L'édition suivante est donc comptée comme la 51e cérémonie et non la 48e,. Elle s'est déroulée en février 2024, récompensant les films et séries sortis ou diffusés entre juillet 2022 et septembre 2023.  
La statuette remise aux lauréats représente la planète Saturne.

## Récompenses

### Cinéma

#### Films
- Meilleur film de science-fiction (depuis 1973)
- Meilleur film fantastique (depuis 1975)
- Meilleur film d'horreur (depuis 1973)
- Meilleur film d'action ou d'aventure (depuis 1995) (Elle incluait auparavant les thrillers.)
- Meilleur thriller (depuis 2014)
- Meilleur film d'animation (1979 puis 1983 et depuis 2003)
- Meilleur film tiré d'un comic (depuis 2014)
- Meilleur film indépendant (depuis 2013)
- Meilleur film international (de 1980 à 1983 et depuis 2007)

#### Acteurs
- Meilleur acteur (depuis 1976)
- Meilleure actrice (depuis 1976)
- Meilleur acteur dans un second rôle (depuis 1976)
- Meilleure actrice dans un second rôle (depuis 1976)
- Meilleur(e) jeune acteur ou actrice (depuis 1985)

#### Équipe technique
- Meilleure musique (depuis 1975)
- Meilleur maquillage (depuis 1975)
- Meilleurs effets spéciaux (depuis 1975)
- Meilleure réalisation (depuis 1976)
- Meilleur scénario (depuis 1975)
- Meilleurs costumes (depuis 1977)
- Meilleurs décors (1976, 1977 puis 1979 et depuis 2010)

#### Récompenses passées
- Meilleure animation image par image (1975 et 1976)
- Meilleure photographie (1976, 1977 et 1979)
- Meilleure bande-annonce (1976)
- Meilleur artiste d'animation (1977)
- Meilleur attaché de presse (1977 et 1979)
- Meilleur montage (1978 et 1979)
- Meilleur son (1979)
- Meilleur film à petit budget (de 1980 à 1983)
- Meilleure affiche (1983)

### Télévision

#### Séries et téléfilms
- Meilleure série de science fiction (depuis 2016)
- Meilleure série fantastique (depuis 2016)
- Meilleure série d'horreur (depuis 2016)
- Meilleure série d'action ou thriller (depuis 2016)
- Meilleure série animée (depuis 2017)
- Meilleure série de super-héros (depuis 2016)
- Meilleur téléfilm (depuis 1995)

#### Acteurs
- Meilleur acteur (depuis 1997)
- Meilleure actrice (depuis 1997)
- Meilleur acteur dans un second rôle (depuis 2000)
- Meilleure actrice dans un second rôle (depuis 2000)
- Meilleur(e) artiste invité(e) (depuis 2009)
- Meilleur(e) jeune acteur ou actrice (depuis 2014)

#### Récompenses passées
- Meilleure série - Réseaux nationaux (1990 à 2015)
- Meilleure série - Câble ou syndication (1997 à 2015)
- Saturn Award for Best New Media Television Series (en) (2016 à 2018)

### Streaming

#### Séries
- Meilleure série de science fiction, action et fantastique en streaming (depuis 2019)
- Meilleure série d'horreur et thriller en streaming (depuis 2019)
- Meilleure série de super-héros en streaming (depuis 2018)

#### Acteurs
- Meilleur acteur d'un programme en streaming (depuis 2019)
- Meilleure actrice d'un programme en streaming (depuis 2019)
- Meilleur acteur dans un second rôle d'un programme en streaming (depuis 2019)
- Meilleure actrice dans un second rôle d'un programme en streaming (depuis 2019)

### Vidéo/DVD

#### Cinéma
- Meilleure édition DVD (depuis 2002)
- Meilleure édition spéciale DVD (depuis 2002)
- Meilleure édition spéciale DVD d'un classique (depuis 2003)
- Meilleure collection DVD (depuis 2004)

##### Récompenses passées
- Meilleure édition VHS (de 1997 à  2001)

#### Télévision
- Meilleure édition DVD d'un programme télévisé (depuis 2003)
- Meilleure édition DVD d'un ancien programme télévisé (depuis 2005)

### Cinescape Genre Face of the Future Award
Ces récompenses décernées pour une interprétation au cinéma ou à la télévision n'ont été décernées qu'à deux reprises :
Prix Cinescape féminin du futur
- 2002 : Jolene Blalock pour Star Trek: Enterprise
  - Lexa Doig pour Andromeda et Jason X
  - Amy Acker pour Angel
  - Kristin Kreuk pour Smallville
  - Thora Birch pour Ghost World et Donjons et Dragons
- 2003 : Emma Caulfield pour Nuits de terreur et Buffy contre les vampires
  - Sarah Wynter pour 24 heures chrono et À l'aube du sixième jour
  - Rosamund Pike pour Meurs un autre jour
  - Monica Bellucci pour Matrix Reloaded et Matrix Revolutions
  - Kristanna Loken pour Terminator 3 : Le Soulèvement des machines

Prix Cinescape masculin du futur
- 2002 : James Marsters pour Buffy contre les vampires
  - Michael Rosenbaum pour Smallville
  - Luke Goss pour Blade 2
  - Hayden Christensen pour Star Wars, épisode II : L'Attaque des clones
  - Orlando Bloom pour Le Seigneur des anneaux : La Communauté de l'anneau
- 2003 : Nathan Fillion pour Firefly
  - Shawn Ashmore pour X-Men 2
  - Eric Balfour pour Massacre à la tronçonneuse et Veritas: The Quest
  - Eric Bana pour Hulk
  - Shane West pour La Ligue des gentlemen extraordinaires[5]

### Récompenses spéciales
Depuis 1975, des récompenses spéciales sont remises ponctuellement au cours des cérémonies des Saturn Awards. Certaines se sont instituées de manière régulière :
- Life Career Award (créé en 1975)
- George Pal Memorial Award (créé en 1980)
- Service Award (créé en 1981)
- President's Memorial Award (créé en 1982)
- Lifetime Achievement Award (créé en 1995)
- Producers Showcase Award (créé en 2003)
- Visionary Award (créé en 2004)